# 帕里納科塔湖 (克柳約區)
16°43′00″S 69°11′00″W / 16.71667°S 69.18333°W
帕里納科塔湖（Parinaquta），是秘魯的湖泊，位於該國東南部普諾大區，由丘奎托省的克柳約區負責管轄，處於科拉科塔湖東北面，海拔高度3,772米。